# Punto di vista (letteratura)
(Angelo Marchese, L'officina del racconto. Semiotica della narratività)
Il punto di vista è, in un testo narrativo, l'angolatura dalla quale si mette colui che narra.
Il punto di vista può essere definito "dal di dentro" nel caso il narratore conosca già tutto della storia, come nel caso de I promessi sposi del Manzoni, o "con" se egli conosce solo quello che sanno i suoi stessi personaggi o è egli stesso un personaggio, come accade per l'io narrante, oppure "dal di fuori" se il narratore, come nel caso degli scrittori naturalisti o veristi, si distacca volutamente da ciò che narrano.
Dagli studi sull'analisi del testo è risultato che il punto di vista è un elemento fondamentale per una corretta lettura del testo narrativo e molti linguisti si sono soffermati soprattutto sul concetto di "punto di vista onnisciente", tipico di molta tradizione narrativa secondo il quale il narratore, in prima o terza persona, dimostra di conoscere tutto riguardo ai suoi personaggi.

## Classificazioni del punto di vista
Sono state proposte diverse classificazioni del concetto di punto di vista.
Secondo Jean Pouillon si possono distinguere tre diverse angolazioni prospettiche:
- visione alle spalle, che corrisponde a quella propriamente detta onnisciente;
- visione con quando il narratore racconta in prima o terza persona ciò che vedono i personaggi;
- visione dal di fuori quando lo scrittore descrive in modo oggettivo solamente quanto egli vede.

Il linguista Norman Friedman ne individua sette: 
- onniscienza editoriale quando l'autore dà i propri giudizi e interpretazioni sui fatti narrati;
- onniscienza neutra quando chi narra, usando la terza persona, rimane in posizione neutrale rispetto al racconto;
- punto di vista testimoniale quando il narratore racconta i fatti in prima persona escludendo la possibilità a chi legge di esprimere la propria prospettiva;
- punto di vista del protagonista quando il narratore è anche il protagonista;
- onniscienza multiselettiva quando il fatto viene narrato da diversi personaggi;
- onniscienza selettiva quando la vicenda viene narrata, secondo la sua testimonianza, da un personaggio che non corrisponde al protagonista;
- onniscienza drammatica quando l'interpretazione dei fatti narrati viene dedotta dal lettore da quanto dicono o fanno i personaggi della storia.

Per quanto riguarda le descrizioni si analizza il concetto di punto di vista per poter dare una classificazione alla posizione del narratore nei confronti di ciò che descrive.
Si definisce la descrizione come monoprospettica quando esiste un'unica angolazione di ordine lineare e pluriprospettica nel caso di descrizioni viste da più angolazioni e ad andamento non lineare.
In una narrazione esiste inoltre un punto di vista spaziale che dipende dal luogo dove l'autore narra e descrive ciò che vede e un punto di vista temporale che segue il tempo della descrizione che può essere narrata in tempi diversi o in fasi diverse, e soprattutto esiste un punto di vista soggettivo di carattere culturale, psicologico e ideologico che investe l'atteggiamento mentale, da quello cognitivo a quello emozionale, che si riferisce a colui che scrive.